# دراغون بول: ألتمت بلاست
دراغون بول زد: ألتِمت بلاست (باليابانية:  ドラゴンボールアルティメットブラスト، بالروماجي: Dragon Ball: Ultimate Blast)، تُعرف باسم دراگون بول: ألتِمت تينكايچي (بالإنجليزية: Dragon Ball Z: Ultimate Tenkaichi) في الدول الأخرى، هي لعبة فيديو مبنية على سلسلة أنمي دراغون بول من نوع قتال، صدرت في 28 أكتوبر 2011. وهي متوفرة على أجهزة بلاي ستيشن 3 وإكس بوكس 360 . اللعبة من تطوير سبايك وهي من نشر نامكو بانداي.
اللعبة هي لعبة قتال وجهًا لوجه وتسمح للاعب بالتحكم بشخصيات سلسلة دراگون بول أو إنشاء شخصيته بنفسه للتحدي في النمطين؛ الأونلاين والعادي.

## الشخصيات
- گوگو [العادي، SSJ، SSJ2، SSJ3]
- جوهان (طفل، فتى [SSJ، SSJ2]، الأقصى)
- بيكولا
- بيجيتا [العادي، SSJ، الخارق]
- هوشي(كوريرين)
- ياماكا
- تيان شينهان
- ترنكس (الخط الزمني البديل)
- گوتنكس [SSJ، SSJ3]
- گوجيتا [SSJ]
- بيجيتو [SSJ]
- باردك
- رادتس
- سايبامان
- نابا
- بيجيتا(الكاشف) [الأصلي، الغورلا]
- زاربون
- دودوريا
- كيوي
- گينيو [الأصلي، جسد گوگو]
- ريكوم
- برتر
- جايس
- فريزر [1، 2، 3، 4، الطاقة القصوى]
- أندوريد 17:أندرويد 20
- سل [الأصلي، بعد امتصاص أندرويد 17، الشكل المثالي، الشكل المثالي الأقصى]
- سل جونير
- بو [ماجن بو، سوپر بو [الأصلي، بعد امتصاص جوهان]، كِد بو]
- ماجن بيجيتا
- كولر [شكل الميتا العملاق]
- برولي [الـSSJ الأسطوري]
- جانيمبا [الأصلي، سوپر جانيمبا]
- هيديگارن [الشكل النهائي]
- بيبي-بيجيتا [الغورلا]
- أوميگا شنرون
- گوجيتا [SSJ4]